# PZL-230

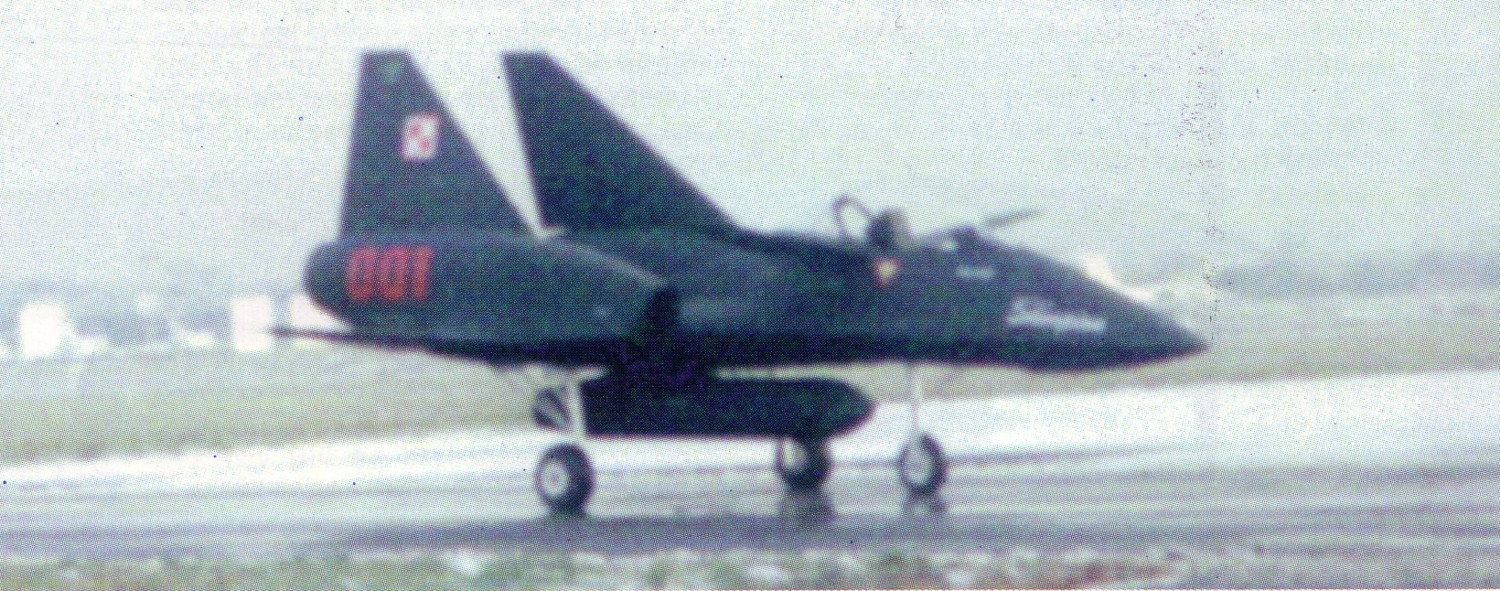

PZL-230는 폴란드 공격기 프로젝트였다.
PZL-230 Skorpion은 진행과정중 취소된 폴란드 공군이 추진했던 공격기 프로그램이다.1980년 폴란드 국영항공사에서 추진되었고 1994년에 자금 지원 문제로 최종 취소되었다.스콜피온은 두개의 제트엔진을 장착하고 엔진은 동체-날개 블렌디드 바디안에 내장하며 조종석 측면에 커나드를 장착하였다.
이 프로젝트는 국영 항공사에서 현대전(베트남전, 소련 아프가니스탄 전)을 분석하고 항공사 종사자들이 가진 PZL-130 Orlik 항공기 설계 경험을 발전시켜서 그들 나름대로의 개념으로 구상되었다.추구했던 항공기 설계 특성은 단거리 이착륙(STOL) 성능,낮은 가격, 제작 용이, 개조 용이, 낮은 운영비였다.최초 설계 개념은 1인승, 두개의 엔진, 커나드 장착 항공기 형태이며 엔진은 A-10과 같이 항공기 외부 상부에 두고 250 미터 활주로에서도 이착륙 가능, 2톤의 무장 탑재, 640Km/h의 속력, 25 mm 캐논포, NATO와 바르샤바 조약기구의 무장 모두를 소화해내고 fly-by-wire 조종방식, 선진화된 항전장비 등으로 구상하였다.
1990년 설계 요구조건이 변경되어 국방부는 속도를 1000 km/h로 상향토록 하였으며 무장 능력도 4000 kg으로 요구하였다.재 설계된 스콜피온은 더 무거워지고 엔진은 동체안으로 들어오게되었다.이로 인해 이륙 거리는 400미터로 늘어났다. 하지만 아직은 충분히 가능성있고 해볼만한 도전이었다.이 설계는 230F로 알려졌고 1992년에 제작에 들어갔다.최종 버전은 D 버전인데 DT는 훈련기 DB는 전투용이었다. 1993년 공군은 계획의 추진을 확언하였으나 다음해 갑자기 예산을 삭감하고 계획이 취소되어 버렸다.
1989년이후로 서방국가의 기술을 도입하기 시작했지만 경제적으로는 여전히 구 소련의 영향력이 지대했다.아마도 경제적인 문제와 러시아의 영향력으로 이 계획은 취소되었을 것으로 추측하고 있다.당시 설계도를 분석한 전문가들은 이 항공기가 성공하였다면 미국의 전투기를 구매할 수 없고 특출난 성능을 보유할 필요가 없는 경제적으로 취약한 제 3국등을 대상으로 판매가 쉬웠을 것으로 분석하며 성능 또한 서방 국가 의 소형 공격기 못지 않았을 것으로 추정하고 있다.

## 제원
(PZL-230 / PZL-230F / PZL-230D)
- 승무원: 1명
- 길이: 9.3 m / 12.1 m(F,D)
- 익폭: 9,0 m / 10.0 m(F,D)
- 기고: 4.2 m
- 익면적: 33.0 m²
- 자중: 10,000 kg
- 적재중량: 11,000 kg
- 최대이륙중량: 1?,??? kg
- 엔진: 2× Pratt & Whitney PW-305 23 kN / 2× Avco Lycoming ALF-502 29 kN / 2× Textron Lycoming LF-507 28 kN
- 최대속도: 640km/h / 1 040km/h / 1,000km/h
- 순항속도: ??? km/h
- 상승고도: 11,500 m / 12,000 m(F,D)
- 전투행동반경: 300 km
- 항속거리: 최대연료 탑재시 10,000 km
- 익하중: ??? kg/m²
- 추력중량비: 0.33
- 25mm GAU 12/U 기관포 1문(250발) - 동체하부에 외부 장착
- 폭탄: ?.??? kg
- 최대 무장량: 2,000 kg / 4,000 kg(D,F)

## 같이 보기
- A-10 선더볼트 II